# I tre porcellini (periodico)
I tre porcellini è stata una pubblicazione periodica a fumetti edita dalla Arnoldo Mondadori Editore dal 1935 al 1937, quando confluì nella testata Topolino. È stata la prima pubblicazione settimanale dedicata ai ragazzi dell'editore.

## Storia editoriale
Nel 1934-1935 Mondadori tentò di sottrarre alla Casa Editrice Nerbini i diritti per la pubblicazione delle storie di Topolino ma c'era ormai un contratto con l'editore fiorentino da rispettare; tuttavia, il King Features Syndicate, che gestiva i diritti dei fumetti Disney, aveva ceduto alla Nerbini solo i diritti per la pubblicazione delle storie di Topolino ma non dei personaggi Disney in generale e questo permise a Mondadori di comprare i diritti delle riduzioni a fumetti della serie di cartone animati Silly Symphonies.
Il 28 marzo 1935 uscì così il primo numero dei Tre Porcellini, giornale che conteneva oltre alle Sinfonie allegre con protagonisti i tre porcellini, dei racconti illustrati con protagonista Topolino e tavole domenicali non Disney. La serie proponeva oltre a materiale di produzione statunitense della Walt Disney come le trasposizione a fumetti Silly Symphonies e la serie Le disavventure di Paolino Paperino e di altri autori come Little Annie Rooney di Darrell McClure (ribattezzata Susetta Runi), Brick Bradford di William Ritt e Clarence Gray (ribattezzato Guido Ventura) anche produzioni italiane di genere avventuroso come Marco e Furio di Kurt Caesar e la saga fantascientifica Saturno contro la Terra di Federico Pedrocchi, Cesare Zavattini e Giovanni Scolari oltre a Ulceda, primo esempio di fumetto western italiano, disegnato da Guido Moroni Celsi. Oltre ai fumetti pubblicava anche racconti di Yambo (Enrico Novelli).
Con il nº 98 del 4 febbraio 1937 la testata chiuse e molte serie che vi erano pubblicate passarono sulla testata Topolino che raddoppia il numero di pagine (da otto a sedici).
I 98 albi sono stati ristampati dall'editore Camillo Conti.

### Contenuti
La pubblicazione conteneva:
- in prima pagina le Sinfonie allegre di Walt Disney (Silly Symphonies);
- alle pagine 2 e 3 varie rubriche più il fumetto Come andò che la sentinella Briccicò alla fine si addormentò (Sentinel Louie) di Otto Salgow;
- alle pagine 4 e 5 un racconto illustrato con protagonista Topolino;
- alle pagine 6 e 7 rubriche e illustrazioni varie;
- in ultima pagina, le tavole domenicali di Gianni giramondo (The amazing adventures of Johnny-Round) di William LaVarre.

Sinfonie allegre
Le Sinfonie allegre presenti dal nº 1 al nº 4 erano ricalchi di illustrazioni lucidate da fonti ignote. Solo con il nº 5 iniziano le tavole domenicali disegnate da Al Taliaferro delle Sinfonie allegre. Nel corso del 1935-1937 vennero pubblicate le seguenti Sinfonie allegre:
- Il mistero del collegio (n. 5-10)
- Pasticciopoli (n. 11-22)
- Fuffo elefantino (n. 52-63)
- I Tre Porcellini e i tre lupetti mannari (n. 64-94) (32 tavole pubblicate sui quotidiani statunitensi dal 19 gennaio 1936 al 23 agosto 1936). Le restanti tavole facenti parte de I tre porcellini e il rivelatore delle bugie o Il porcellino ingegnoso (15 tavole pubblicate dal 1º maggio 1938 al 7 agosto 1938) sono invece state pubblicate su Topolino giornale dal numero 285 al numero 298 del 1938.
- Le disavventure di Paolino Paperino (n. 95-98)

Materiale statunitense non Disney
Oltre alle Sinfonie allegre della Disney, il periodico pubblicava altre storielle statunitensi non Disney. Tra queste ricordiamo:
- Gli allegri cupidini di Rose O' Neill (dal nº 2)
- Little Jimmy di James Swinnerton
- la britannica Le avventure dei fratellini, di autore ignoto
- Ali nel regno di una mille e una notte del Dr. Seuss (dal nº 19)
- Micina principessa dei mici di Grace Drayton (dal nº 23)
- le tavole domenicali di Robin Hood; inizialmente pubblicate sul supplemento al giornale Topolino, alla chiusura del supplemento furono trasferite su I tre porcellini; pubblicate a partire dal n. 26.
- Piero Bat, storia fantasy durata pochi numeri.
- Brick Bradford, uno dei fumetti più celebri pubblicati sul settimanale; I tre porcellini pubblicava le strisce giornaliere e italianizzò il nome del protagonista ribattezzandolo Guido Ventura e ne cambiò inoltre la nazionalità rendendolo un italiano. Brick Bradford venne pubblicato dalla fine del 1935 fino alla soppressione della testata.

Storie italiane
Fin dai primi numeri I tre porcellini pubblicava anche storie italiane:
- Ulceda (1935) di Guido Moroni Celsi, storia di un bianco italiano che si allea con i pellirosse.
- Robottino, omino d'acciaio, storia fantascientifica di Yambo
- I tre tamburini (1935) di Corrado "Kurt" Caesar, una sorta di plagio coloniale del fumetto statunitense Cino e Franco.
- Saturno contro la Terra (1936), serie realizzata da Cesare Zavattini (soggetto), Federico Pedrocchi (sceneggiatura) e Giovanni Scolari e pubblicata a partire dal dicembre 1936; ha come antagonista Rebo che verrà poi riutilizzato da Carlo Chendi e Luciano Bottaro in quattro storie con protagonista Paperino; nel 1937 viene trasferita su Topolino, dove continua fino al 1946.

Nuove storie de I tre porcellini
Dal numero 663 al 675 del 1948 di Topolino (giornale) vennero pubblicate nuove storie de I tre porcellini (Le nuove avventure dei tre porcellini, I tre porcellini e l'ipoteca, Il lupo cattivo torna a scuola).

## La serie derivata, gliAlbi dei tre porcellini/Albi delle grandi avventure
Gli Albi dei tre porcellini vennero pubblicati con cadenza mensile-quindicinale-mensile per 29 numeri, 2 bis e 2 supplementi dal febbraio 1936 al dicembre 1937 dalla Arnoldo Mondadori Editore e presentavano materiale in parte già pubblicato sul settimanale I tre porcellini (giornale).
I primi 6 albi, il 7 bis e l'11 bis sono in formato gigante, mentre i rimanenti sono in formato più piccolo.  Dal numero 20 la testata cambio nome da Albi de i tre Porcellini a Albi delle grandi avventure, continuando però la numerazione cronologica.
Il 25 dicembre 1936 fu pubblicato Albo-Almanacco Topolino 1937, il primo dei 5 albi facente parte di Almanacco Topolino anteguerra. Anche se facente parte di un'altra collana fu indicato come supplemento de I tre porcellini (n. 14 del 25/12/1936). Il 10 dicembre 1937 accadde la stessa cosa per Almanacco Topolino 1938 (sempre facente parte di Almanacco Topolino anteguerra) che venne indicato come supplemento de Albi delle grandi avventure (ex Albi de i tre Porcellini) (n. 29 del 10/12/1937).
1936
| N.          | Data         | Titolo                                                  |
| ----------- | ------------ | ------------------------------------------------------- |
| 1           | 29 febbraio  | Audax alla caccia del bandito Sling                     |
| 2           | 20 aprile    | Nel paese dei Cupidini                                  |
| 3           | 20 maggio    | Robin Hood                                              |
| 4           | 20 giugno    | Gianni Giramondo alla ricerca dei diamanti nella Guiana |
| 5           | 20 luglio    | Le Aquile del Pacifico                                  |
| 6           | 20 agosto    | Piero Pat - straordinarie avventure d'un ragazzo        |
| 7           | 20 settembre | La chiave d'argento                                     |
| 7 bis       | 20 settembre | Tim e Tom nella jungla africana                         |
| 8           | 5 ottobre    | Guido Ventura in un mondo perduto                       |
| 9           | 20 ottobre   | Ted cacciatore di belve                                 |
| 10          | 5 novembre   | Guido Ventura al centro della terra                     |
| 11          | 20 novembre  | Audax contro Tigre il rapitore                          |
| 11 bis      | 20 novembre  | Tim e Tom nel cuore del Tongo                           |
| 12          | 5 dicembre   | Domino Nero                                             |
| 13          | 15 dicembre  | Guido Ventura nell'impero senza nome                    |
| 14          | 25 dicembre  | Natale nel paese dei balocchi                           |
| supplemento | 25 dicembre  | Albo-Almanacco Topolino 1937                            |

1937
| N.          | Data           | Titolo                                               |
| ----------- | -------------- | ---------------------------------------------------- |
| 15          | 10 gennaio     | Mandrake il magnetizzatore                           |
| 16          | 25 gennaio     | Nel regno di Tahakala - Ted Feller fra tigri e leoni |
| 17          | 10-25 febbraio | Tim e Tom contro il filibustiere                     |
| 18          | 10 marzo       | Tim e Tom contro il filibustiere                     |
| 19          | 25 marzo       | Mandrake e i nani Shindar                            |
| 20          | 10 aprile      | Ted e gli uomini leopardo                            |
| 21          | 25 aprile      | Guido Ventura e il diabolico Fuego                   |
| 22          | 10-25 maggio   | Tim e Tom e i cannibali delle rupi                   |
| 23          | 10 giugno      | G-Men la pattuglia dei senza paura                   |
| 24          | 10 luglio      | Audax e il segreto di Thorpe                         |
| 25          | 10 agosto      | Mandrake e il ratto di Derina                        |
| 26          | 10 settembre   | Ted e la tigre del Nepal                             |
| 27          | 10 ottobre     | Tim e Tom e i diamanti neri                          |
| 28          | 10 novembre    | Audax e i banditi del Canada                         |
| 29          | 10 dicembre    | Ted e l'Elefante sacro                               |
| supplemento | 10 dicembre    | Almanacco Topolino 1938                              |